# 오픈 월드

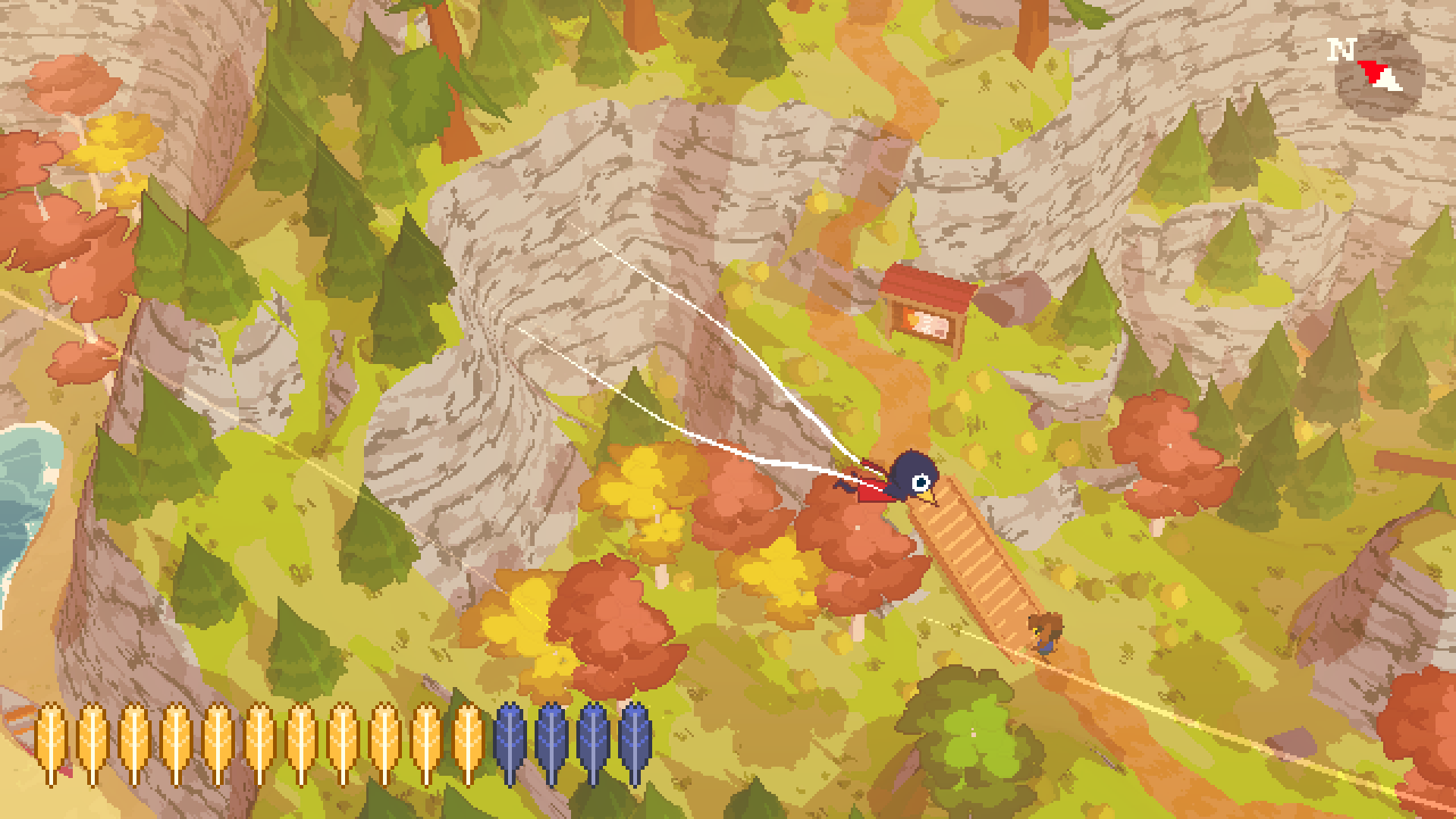
2019년에 출시된 오픈 월드 게임인 쇼트 하이크

오픈 월드(영어: open world)는 더 선형적이고 구조화된 게임플레이와는 달리 게이머가 목표에 자유롭게 접근할 수 있는 가상 세계이다. 이 범주의 주목할 만한 게임으로는 젤다의 전설 (1986), 그랜드 테프트 오토 V (2013), 레드 데드 리뎀션 2 (2018), 마인크래프트 (2011) 등이 있다.
오픈 월드 또는 자유 로밍 월드 게임은 일반적으로 벽이나 잠긴 문과 같은 레벨 구조가 없거나, 플레이어가 그 이상으로 나아가지 못하게 막는 더 개방된 지역의 보이지 않는 벽이 없다. 오픈 월드 게임의 경계에서만 플레이어는 광대한 대양이나 통과할 수 없는 산과 같은 지형적 특징에 의해 제한된다. 플레이어는 일반적으로 게임 월드를 이동할 때 선형적인 레벨 디자인에서 흔히 볼 수 있는 로딩 화면을 만나지 않으며, 오픈 월드 게임은 전략적인 저장 및 메모리 기술을 사용하여 게임 월드를 동적으로, 그리고 끊김 없이 로드한다. 오픈 월드 게임은 여전히 절대적인 기술적 한계나 게임의 선형성으로 인해 부과되는 게임 내 한계 때문에 게임 환경에 많은 제한을 가한다.
게임 세계의 개방성은 오픈 월드 게임의 중요한 측면이지만, 오픈 월드 게임의 주된 매력은 플레이어에게 자주권을 제공하는 것이다. 즉, 게임에서 원하는 모든 것을 할 수 있는 자유(현재 컴퓨팅 기술로는 거의 불가능하다)라기보다는, 게임플레이 규칙에 여전히 제약을 받으면서도 플레이어가 원하는 순서와 방식으로 게임과 그 도전에 접근하는 방법을 선택할 수 있는 능력이다. 컴퓨터 게임에서 높은 수준의 자율성을 보여주는 예는 대규모 다중 사용자 온라인 롤플레잉 게임(MMORPG)이나 폴아웃 시리즈와 같은 오픈 월드 개념을 따르는 싱글 플레이어 게임에서 찾을 수 있다. 오픈 월드 게임플레이의 주된 매력은 시뮬레이션된 현실을 제공하고 플레이어가 자신만의 선택에 따라 캐릭터와 그 행동을 개발할 수 있도록 한다는 점이다. 이 경우, 엘더 스크롤 V: 스카이림과 같은 게임처럼 메인 스토리가 있을 수 있지만, 종종 구체적인 목표나 게임의 끝이 없다.

## 게임플레이 및 디자인
오픈 월드는 목표에 도달하는 여러 가지 방법이 있는 레벨 또는 비선형의 개방된 공간으로 설계된 게임이다. 일부 게임은 전통적인 레벨과 오픈 월드 레벨을 모두 사용하여 설계된다. 오픈 월드는 일련의 작은 레벨보다 또는 더 선형적인 도전 과제가 있는 레벨보다 더 큰 탐험을 용이하게 한다. 비평가들은 플레이어가 주요 목표를 무시할 때 더 넓은 레벨과 상호 작용할 수 있는 흥미로운 방법이 있는지 여부에 따라 오픈 월드의 품질을 판단했다. 일부 게임은 뉴욕과 같은 실제 설정을 사용하여 오픈 월드를 모델링하기도 한다.
주요 디자인 과제는 오픈 월드의 자유와 극적인 스토리라인의 구조를 균형 있게 맞추는 것이다. 플레이어가 게임 디자이너가 예상하지 못한 행동을 할 수 있으므로, 게임 작가들은 플레이어의 자유를 침해하지 않고 스토리라인을 부여할 창의적인 방법을 찾아야 한다. 따라서 오픈 월드 게임은 때때로 게임의 스토리를 일련의 임무로 나누거나, 아예 훨씬 더 간단한 스토리라인을 가질 수도 있다. 다른 게임들은 메인 스토리라인을 방해하지 않는 사이드 미션을 플레이어에게 제공한다. 대부분의 오픈 월드 게임은 캐릭터를 플레이어가 자신의 생각을 투영할 수 있는 빈 도화지처럼 만들지만, 랜드스토커: 놀 왕의 보물과 같은 몇몇 게임은 더 많은 캐릭터 개발과 대화를 제공한다. 2005년에 데이비드 브라벤은 현재 비디오 게임의 내러티브 구조를 "1920년대 해럴드 로이드 영화의 이야기와 크게 다르지 않다"고 묘사하며, 진정으로 개방형 스토리가 5세대 게임의 "성배"가 될 것이라고 생각했다. 일렉트로닉 아츠의 매스 이펙트 3 및 매스 이펙트: 안드로메다에서 작업한 게임플레이 디자이너 만비르 헤어는 오픈 월드 게임 디자인에는 어려움이 있다고 말했다. 선형적인 진행과는 대조적으로 플레이어가 디자인이 제공하는 게임플레이 도전을 해결하는 방식을 예측하기 어렵기 때문이며, 게임 개발 초기부터 고려해야 할 요소라는 것이다. 헤어는 안드로메다의 일부 결정적인 실패가 오픈 월드가 개발 후반에 추가되었기 때문이라고 주장했다.
일부 오픈 월드 게임은 플레이어를 주요 스토리 이벤트로 안내하기 위해 게임 시작 시 전체 맵을 제공하지 않고, 플레이어가 특정 작업을 완료하여 맵의 일부를 얻어야 하며, 맵을 볼 때 미션과 관심 지점을 식별하는 경우가 있다. 이는 유비소프트의 어쌔신 크리드 시리즈(플레이어가 큰 탑을 올라 주변 풍경을 관찰하고 근처의 웨이포인트를 식별하는 방식)에서 이 메커니즘이 홍보되었고, 파 크라이, 마이트 앤 매직 X: 레거시, 와치 독스를 포함한 다른 유비소프트 게임에서도 재사용되었기 때문에 "유비소프트 타워"라는 경멸적인 용어로 불리기도 한다. 이 접근 방식을 사용하는 다른 게임으로는 미들 어스: 섀도우 오브 모르도르, 젤다의 전설 브레스 오브 더 와일드, 마블 스파이더맨 등이 있다. 록스타의 GTA IV 및 레드 데드 리뎀션 시리즈와 같은 게임은 특정 스토리 지점에 도달할 때까지 맵의 일부를 "법 집행 기관에 의해 바리케이드가 쳐진" 상태로 잠근다.
오픈 월드 게임은 일반적으로 플레이어에게 무한한 생명 또는 컨티뉴를 제공하지만, 일부 게임은 플레이어가 너무 많이 죽으면 처음부터 다시 시작하도록 강제한다. 또한 플레이어가 오픈 월드를 탐험하다 길을 잃을 위험도 있다. 따라서 디자이너들은 때때로 오픈 월드를 관리 가능한 섹션으로 나누려고 한다. 오픈 월드 게임의 범위는 절차적 생성과 같은 방법이 사용되지 않는 한 개발자가 플레이어가 접근할 수 있는 세계의 모든 가능한 섹션을 완전히 상세하게 표현해야 한다. 그 규모 때문에 디자인 프로세스는 수많은 게임 세계의 결함, 버그, 미완성 섹션 또는 플레이어가 발견하여 잠재적으로 악용할 수 있는 기타 불규칙성을 남길 수 있다. "오픈 월드 잰크(open world jank)"라는 용어는 오픈 월드 게임플레이 요소의 통합이 부실하거나, 불완전하거나, 게임 자체에 불필요하여 이러한 결함과 버그가 더 명확하게 드러나지만, 일반적으로 게임 진행을 방해하지 않는 게임에 적용되어 왔다. 노 맨즈 스카이 출시 당시가 그 예시이다.

### 오픈 월드와 샌드박스 게임의 차이점

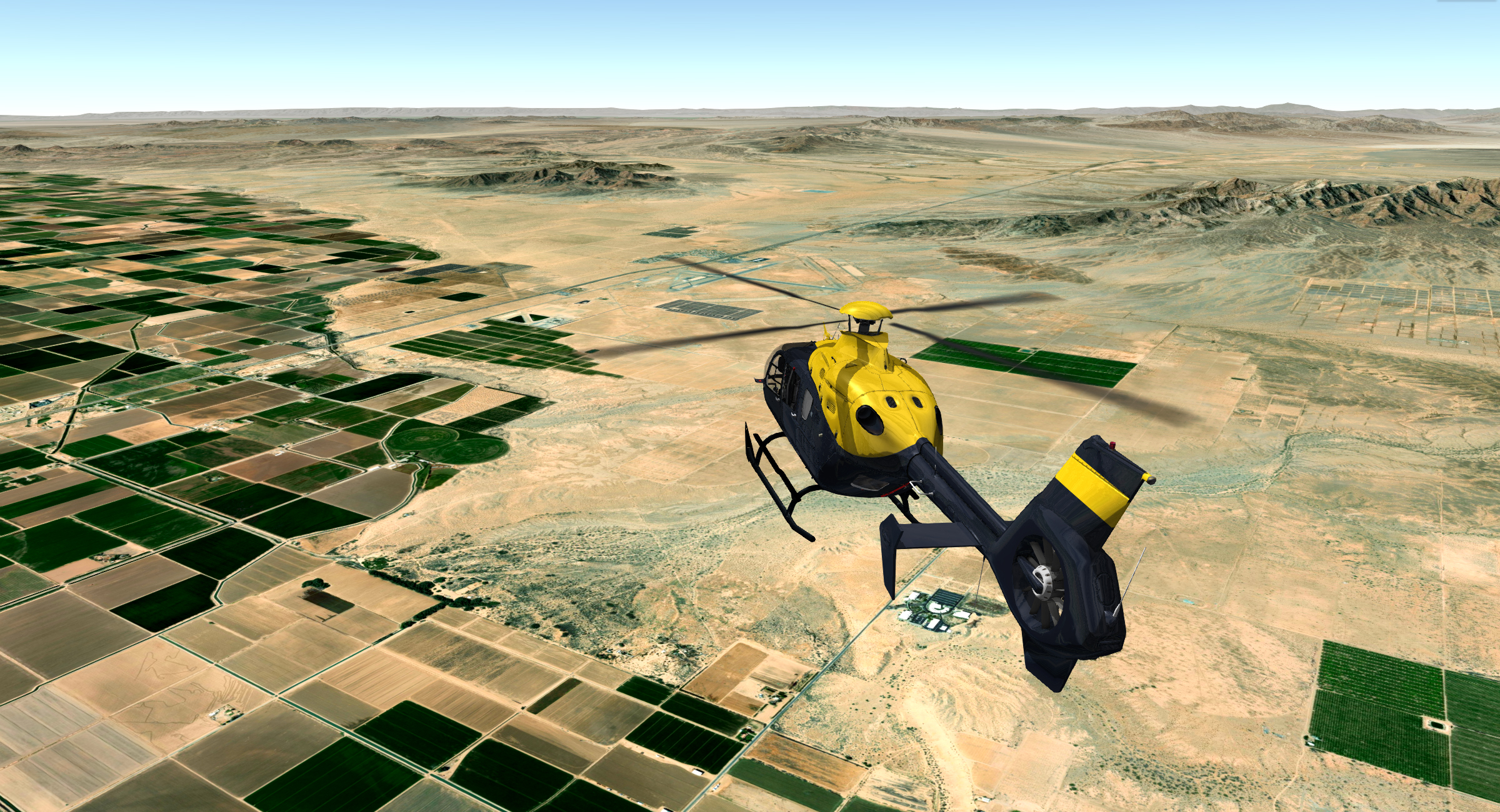
오픈 월드 비행 시뮬레이터 GeoFS

오픈 월드 게임의 메커니즘은 종종 샌드박스 게임의 아이디어와 겹치지만, 이들은 다른 개념으로 간주된다. 오픈 월드가 플레이어의 게임 세계 탐험에 대한 제한이 없음을 의미하는 반면, 샌드박스 게임은 목표가 존재할 경우 플레이어에게 게임 내에서 창의적인 자유를 위한 도구를 제공하는 능력에 기반한다.
예를 들어, 대부분의 비행 시뮬레이션은 매핑된 세계 내에서 어디든 날아갈 수 있으므로 오픈 월드 게임으로 간주되지만, 일반적으로 게임에 창의적인 측면이 거의 없으므로 샌드박스 게임으로 간주되지 않는다.

### 창발적 게임플레이
오픈 월드와 샌드박스 메커니즘의 조합은 창발적 게임플레이로 이어질 수 있다. 이는 상대적으로 단순한 게임 메커니즘의 상호 작용에서 (예상되거나 예상치 못하게) 발생하는 복잡한 반응을 의미한다. 피터 몰리뉴에 따르면, 창발적 게임플레이는 게임이 플레이어가 세계에서 플레이하고 그들의 행동에 현실적으로 반응하도록 허용하는 좋은 시뮬레이션 시스템을 가질 때 나타난다. 이것이 심시티와 심즈를 플레이어에게 매력적으로 만든 요인이다. 마찬가지로, 그랜드 테프트 오토에서 도시 주민들과 자유롭게 상호 작용할 수 있는 능력은 시리즈에 추가적인 차원을 더했다.
최근 몇 년 동안 게임 디자이너들은 플레이어가 자신의 행동을 통해 게임을 확장할 수 있는 도구를 제공함으로써 창발적 플레이를 장려하려고 시도했다. 예를 들어, 이브 온라인과 매트릭스 온라인의 게임 내 웹 브라우저, 세컨드 라이프의 XML 통합 도구와 프로그래밍 언어, 엔트로피아 유니버스의 변동 환율, 스크리블너츠의 퍼즐 해결에 사용되는 복잡한 객체-문법 시스템이 있다. 다른 창발적 현상의 예로는 물리와 인공지능 간의 상호 작용이 있다. 그러나 아직 해결되지 않은 과제는 오직 창발적 기술만을 사용하여 매력적인 스토리를 전달하는 방법이다.
BBC 뉴스의 기명 논평에서, 엘리트의 공동 제작자인 데이비드 브라벤은 진정으로 개방형 게임 디자인을 현대 비디오 게임의 "성배"라고 부르며, 엘리트와 그랜드 테프트 오토 시리즈와 같은 게임을 그 방향의 초기 단계로 언급했다. 피터 몰리뉴도 창발성(또는 창발적 게임플레이)이 미래 비디오 게임 개발의 방향이라고 믿는다고 밝혔다. 그는 특히 블랙 & 화이트와 페이블과 같은 일부 게임에서 창발적 게임플레이를 크게 구현하려고 시도했다.

### 오픈 월드의 절차적 생성
절차적 생성은 수동이 아닌 알고리즘적으로 콘텐츠를 생성하는 것을 의미하며, 종종 게임 레벨 및 기타 콘텐츠를 생성하는 데 사용된다. 절차적 생성이 게임이나 레벨 시퀀스가 비선형임을 보장하지는 않지만, 게임 개발 시간을 단축하고 더 크고 대체로 독특하며 끊김 없는 게임 세계를 즉석에서 더 적은 자원으로 생성할 수 있는 길을 열어주는 중요한 요소이다. 이러한 종류의 절차적 생성은 일반적인 규칙을 사용하여 믿을 수 있는 세계를 구축하는 세계 설정으로 알려져 있다.
대부분의 4X 및 로그라이크 게임은 게임 레벨을 생성하기 위해 어느 정도 절차적 생성을 사용한다. 스피드트리는 엘더 스크롤 IV: 오블리비언 개발에 사용된 개발자 지향 도구의 한 예로, 레벨 디자인 프로세스 속도를 높이는 것을 목표로 한다. 절차적 생성은 또한 엘리트의 개발자 데이비드 브라벤과 이언 벨이 수천 개의 행성, 수십 가지의 교역 상품, 여러 종류의 함선 및 그럴듯한 경제 시스템을 포함한 전체 게임을 22 킬로바이트 미만의 메모리에 담을 수 있도록 했다. 최근에는 노 맨즈 스카이가 식물, 동물 및 연구하고 탐험할 수 있는 기타 특징을 포함하여 18 퀸틸리언개 이상의 행성을 절차적으로 생성했다.

## 역사

### 20세기
오픈 월드 게임의 정의가 얼마나 크거나 개방적이어야 하는지에 대한 의견 차이로 인해, 가장 초기 오픈 월드 게임이 무엇인지에 대한 합의는 없다. 인버스는 오픈 월드의 요소를 확립한 몇 가지 초기 게임들을 제시한다. 1970년 세가의 전기 기계식 아케이드 게임인 제트 로켓(Jet Rocket)은 비디오 게임은 아니지만, 플레이어에게 자유로운 로밍 기능을 제공하는 비행 시뮬레이터 장르에 앞섰다. 그리고 1975년 플라토 시스템용 텍스트 기반 어드벤처 게임인 dnd는 비선형 게임플레이를 제공했다. 아르스 테크니카는 1976년 텍스트 어드벤처 게임 콜로설 케이브 어드벤처의 자유로운 탐험으로 거슬러 올라가며, 이것이 어드벤처 (1980)의 자유로운 탐험에 영감을 주었지만, "현재 우리가 아는 오픈 월드 게임"이 "확고한 형태"를 띠기 시작한 것은 1984년에야 시작되었으며, 1984년의 우주 시뮬레이터인 엘리트가 그 시초라고 언급했다. 엘리트는 오픈 월드의 선구자로 여겨진다. 가마수트라는 엘리트의 개방형 샌드박스 스타일이 SubLOGIC의 플라이트 시뮬레이터 (1979/80)와 같은 비행 시뮬레이터에 뿌리를 두고 있다고 주장하며, 대부분의 비행 시뮬레이션은 "플레이어가 단순히 항공기를 조종하고 가상 세계를 탐험할 수 있는 '자유 비행' 모드를 제공한다"고 언급했다. 다른 사람들은 1981년 CRPG인 울티마로 거슬러 올라가는데, 이 게임은 테이블탑 RPG인 던전 앤 드래곤에서 영감을 받은 자유 로밍 오버월드 맵을 가지고 있었다. 1988년까지 출시된 첫 다섯 울티마 게임의 오버월드 맵은 단일하고 통일된 스케일이 없었고, 마을과 다른 장소는 아이콘으로 표현되었다. 이 스타일은 일본에서 1986년부터 1988년까지 출시된 첫 세 드래곤 퀘스트 게임에 채택되었다.
어드벤처 게임에서 오픈 월드 게임플레이의 초기 예로는 포르토피아 연속 살인사건 (1983)과 로드 오브 미드나잇 (1984)이 있으며, 오픈 월드 요소는 호빗 (1982)과 발할라 (1983)에서도 발견된다. 전략 비디오 게임, 황금의 일곱 도시 (1984) 또한 초기 오픈 월드 게임으로 인용되며, 시드 마이어의 해적! (1987)에 영향을 미쳤다. 유로게이머는 앤트 어택 (1983)과 세이버 울프 (1984)와 같은 영국 컴퓨터 게임도 초기 예시로 언급한다.
게임 인포머의 카일 힐리어드에 따르면, 하이드라이드 (1984)와 젤다의 전설 (1986)은 울티마와 함께 초기 오픈 월드 게임 중 하나였다. IGN은 오픈 월드 게임 디자인의 뿌리를 젤다의 전설에서 찾으며, 이 게임이 "탐험을 기반으로 한 최초의 정말 좋은 게임"이라고 주장하면서도, "탐험에 보상을 준 최초의 RPG"인 하이드라이드가 이 게임에 앞섰음을 언급한다. 게임스팟에 따르면, 젤다의 전설 이전에는 "주류 시장에 이렇게 개방적이고 비선형적이며 해방감을 주는 게임이 출시된 적이 없었다". 디 이스케이피스트에 따르면, 젤다의 전설은 오픈 월드, 비선형 게임플레이의 초기 예시였으며, 광대하고 응집력 있는 세계를 특징으로 하여 많은 게임들이 유사한 오픈 월드 디자인을 채택하도록 영감을 주었다.
머시너리 (1985)는 최초의 오픈 월드 3D 액션 어드벤처 게임으로 언급되어 왔다. 1980년대에는 백 투 스쿨 (1985), 터보 에스프리 (1986) 및 얼터너티브 리얼리티: 더 시티 (1985)와 같은 다른 오픈 월드 게임도 있었다. 1988년에 출시된 웨이스트랜드도 오픈 월드 게임으로 간주된다. 1990년대 초에는 터미네이터 (1990), 로빈 후드의 모험 (1991), 그리고 헌터 (1991)와 같은 오픈 월드 게임들이 등장했다. IGN은 헌터를 최초로 완전 3D, 3인칭 그래픽을 특징으로 하는 샌드박스 게임으로 묘사하며, 아르스 테크니카는 "GTA의 선구자라는 주장이 가장 강력하다"고 주장한다. 시에라 온라인의 1992년 어드벤처 게임 킹스 퀘스트 VI는 오픈 월드를 특징으로 한다. 퀘스트의 거의 절반이 선택 사항이며, 많은 퀘스트가 여러 해결책을 가지고 있고, 플레이어는 대부분을 어떤 순서로든 해결할 수 있다. 아타리 재규어 출시작인 사이버모프 (1993)는 개방형 3D 폴리곤 세계와 비선형 게임플레이로 유명했다. 카렌틴 (1994)은 이 시기의 오픈 월드 경주 게임의 예시이며, 아이언 솔저 (1994)는 오픈 월드 메카 게임이다. 1997년작 블레이드 러너의 감독은 그 게임이 최초의 오픈 월드 3차원 액션 어드벤처 게임이었다고 주장한다.
엘더 스크롤 2: 대거폴은 사람들이 자신을 '투영'할 수 있는 게임 중 하나라고 생각한다. 너무 많은 것을 하고 너무 많은 플레이 스타일을 허용해서 사람들은 게임 내에서 어떤 종류의 사람이 되고 싶은지 쉽게 상상할 수 있다.
IGN은 닌텐도의 슈퍼 마리오 64 (1996)가 이전 3D 게임에서는 거의 볼 수 없었던 3D 개방형 자유 로밍 세계와 아날로그 스틱 컨트롤 및 카메라 컨트롤로 혁명적이었다고 평가한다. 다른 3D 게임의 예로는 신비한 닌자 스타링 고에몬 (1997), 젤다의 전설 시간의 오카리나 (1998), DMA 디자인 (록스타 노스)의 게임 보디 하베스트 (1998), 엔젤 스튜디오 (록스타 샌디에이고)의 게임 미드타운 매드니스 (1999) 및 미드나이트 클럽: 스트리트 레이싱 (2000), 리플렉션 인터랙티브 (유비소프트 리플렉션)의 게임 드라이버 (1999), 그리고 레어웨어의 게임 반조 카주이 (1998), 동키콩 64 (1999), 반조 투이 (2000) 등이 있다.
1UP은 세가의 어드벤처 게임 쉔무 (1999)를 "오픈 시티" 하위 장르의 창시자로 꼽으며, 이 게임은 플레이어에게 주야 주기, 변화하는 날씨, 그리고 일상생활을 영위하는 완전 음성 지원 논플레이어 캐릭터가 있는 광활한 샌드박스 도시를 탐험할 자유를 주는 "FREE"("Full Reactive Eyes Entertainment") 게임으로 선전되었다. 이 게임의 거대한 상호작용 환경, 풍부한 옵션, 세부 수준, 그리고 도시 샌드박스 탐험의 범위는 이후의 샌드박스 게임인 그랜드 테프트 오토 III 및 그 속편, 세가 자체의 용과 같이 시리즈, 폴아웃 3, 그리고 데들리 프리모니션과 비교되었다.

### 21세기

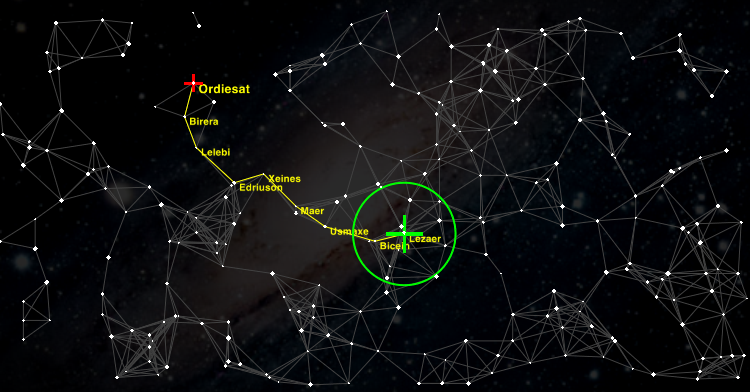
우주 무역 및 전투 시뮬레이터인 울라이트의 은하계 무역 경로 지도

그랜드 테프트 오토는 2억 장 이상이 판매되었다. 이전에 프론티어: 엘리트 II에서 작업했던 크리에이티브 디렉터 게리 펜은 엘리트를 주요 영향으로 꼽으며, "기본적으로 도시 속의 엘리트"라고 불렀고, 다른 팀원들이 신디케이트와 머시너리에 영향을 받았다고 언급했다. 그랜드 테프트 오토 III는 이전 게임들의 요소를 결합하여 새로운 몰입형 3D 경험으로 융합시켰고, 이는 새로운 세대의 오픈 월드 게임을 정의하는 데 기여했다. 총괄 프로듀서 샘 하우저는 이 게임을 "젤다와 좋은 친구들의 만남"이라고 묘사했으며, 프로듀서 댄 하우저는 젤다의 전설 시간의 오카리나와 슈퍼 마리오 64를 영향으로 꼽았다. 라디오 방송국은 맥시스의 심콥터 (1996)와 같은 게임에서 이전에 구현되었으며, 논플레이어 캐릭터를 때리거나 죽이는 능력은 포르토피아 연속 살인사건 (1983)과 같은 게임으로 거슬러 올라가고, 발할라 (1983)까지 거슬러 올라간다. 플레이어가 보행자를 차로 치고 경찰에 쫓기는 방식은 팩맨 (1980)과 비교되었다.
유비소프트의 어쌔신 크리드 시리즈는 거룩한 땅이나 이탈리아 르네상스와 같은 역사적 실제 장소를 배경으로 한 오픈 월드 메커니즘을 사용한다. 초기 게임들은 플레이어가 큰 탑을 올라가 주변 지역을 조망하고 랜드마크를 식별하여 플레이어의 미니맵에 퀘스트와 다른 관심 지점들을 채우도록 요구한다는 점에서 주목할 만했다. 이는 게임 내에서 역사적 배경의 캐릭터 기억과 애니머스라는 장치를 통해 이러한 유전적 기억을 보는 현대 캐릭터의 기억을 동기화하는 것으로 설명되었다. 이 메커니즘은 파 크라이와 와치 독스와 같은 다른 유비소프트 시리즈에서도 재사용되었으며, 젤다의 전설 브레스 오브 더 와일드 및 배트맨: 아캄 나이트와 같은 다른 오픈 월드 게임에서도 사용되었다. 이 메커니즘은 유비소프트 게임에서 너무 많이 사용되어 "유비소프트 타워"라는 경멸적인 용어로 불리기도 한다.
2011년, 게임 인포머의 댄 라이커트는 오픈 월드 범죄 게임이 지난 10년간 게임 산업에서 "주요 세력"이었다고 썼다.
또 다른 인기 있는 샌드박스 게임은 마인크래프트로, 2021년 4월 현재 전 세계적으로 2억 3천 8백만 장 이상이 여러 플랫폼에서 판매되며 역대 가장 많이 팔린 비디오 게임이 되었다. 마인크래프트의 절차적으로 생성된 오버월드는 가상으로 36억 제곱 킬로미터를 덮는다.
2016년에 출시된 노 맨즈 스카이는 가상으로 무한한 우주를 배경으로 하는 오픈 월드 게임이다. 개발자에 따르면, 절차적 생성을 통해 이 게임은 탐험할 수 있는 18 퀸틸리언(18×1018 또는 18,000,000,000,000,000,000)개 이상의 행성을 생성할 수 있다. 여러 비평가들은 이 게임의 본질이 반복적이고 단조로워질 수 있으며, 생존 게임플레이 요소가 부족하고 지루하다고 평가했다. 뉴욕의 제이크 스웨어링겐은 플레이어가 18.6 퀸틸리언개의 고유한 행성을 절차적으로 생성할 수 있지만, 18.6 퀸틸리언개의 고유한 할 일을 절차적으로 생성할 수는 없다고 말했다. 업데이트는 이러한 비판을 해결하는 것을 목표로 했다.
2017년, 젤다의 전설 브레스 오브 더 와일드의 오픈 월드 디자인은 비평가들에 의해 혁명적이라고 그리고 개발자들에 의해 오픈 월드 디자인의 패러다임 전환으로 묘사되었다. 대부분의 오픈 월드 게임의 더 구조화된 접근 방식과는 대조적으로, 브레스 오브 더 와일드는 일반적으로 구조화되지 않은 크고 완전히 상호 작용하는 세계를 특징으로 하며, 세계의 탐험과 조작에 보상을 준다. 1986년 오리지널 젤다의 전설에서 영감을 받은 브레스 오브 더 와일드의 오픈 월드는 "객체가 플레이어의 행동에 반응하고 객체 자체가 서로에게 영향을 미치는" 곱셈적 게임플레이를 통합한다. 물리 엔진과 함께, 이 게임의 오픈 월드는 "특정 객체의 물리적 속성과 객체들이 서로 어떻게 관련되는지를 지배하는" 화학 엔진도 통합하여 실험에 보상을 준다. 닌텐도는 이 게임의 오픈 월드 디자인 접근 방식을 "오픈 에어"라고 묘사했다.

## 같이 보기
- 비선형 게임플레이